# Mikael Fant (författare)
Mikael Fant, född 12 december 1971 i Uppsala, är en svensk författare och översättare. Han debuterade med romanen Grundläggande genetik 2008, vilken utgavs på Piratförlaget.
Fant erhöll 2008 Stora Läsarpriset i kategorin Årets debutant. 2010 utgav han novellen Brorsan gillar lila, vilken hamnade på andraplats i tävlingen Umeå novellpris. Samma år nominerades Fant till Ystad Allehandas Kulturpris.
Under åren 2007–2011 arbetade Fant som biträdande chefredaktör och ledarskribent på nyhetsmagasinet Tempus. Fant har även arbetat som läromedelsredaktör, konferenstolk och översättare.
Mikael Fant är son till språkvetaren, professor Lars Fant och sonson till direktören Fred Fant.

### Översättningar (urval)
- Stoklossa, Uwe; Fant Mikael (2007). Blicktrick: en upptäcktsfärd i varseblivningens värld, med exempel från reklam och grafisk formgivning. Malmö: Arena. Libris 10367662. ISBN 978-91-7843-231-8
- Posener, Alan; Fant Mikael (2011). Påvens korståg: Vatikanen och kriget mot det moderna samhället. Malmö: Ica. Libris 12033052. ISBN 978-91-534-3642-3
- Robert Whitaker: Pillerparadoxen: varför lider fler och fler av psykiska problem när medicinerna bara blir bättre och bättre? (Anatomy of an epidemic) (Karneval, 2014)

### Fotnoter
1. ↑  Sveriges befolkning 1980, CD-ROM, Version 1.02, Sveriges Släktforskarförbund (2004).
2. ↑  Sveriges befolkning 1990, CD-ROM, Version 1.00, Riksarkivet (2011).
3. ↑  ”Mikael Fant”. Libis.kb.se. http://libris.kb.se/hitlist?q=%22Mikael+Fant%22&r=&f=simp&t=v&s=rc&g=&m=10. Läst 14 juni 2012.
4. ↑  ”Stora Läsarpriset 2008”. Bokcirklar.se. Arkiverad från originalet den 19 mars 2011. https://web.archive.org/web/20110319033639/http://www.bokcirklar.se/pages/slp2008/. Läst 14 juni 2012.
5. ↑  ”Silver för novell av Fant”. Piratförlaget. Arkiverad från originalet den 27 juni 2016. https://web.archive.org/web/20160627100328/http://www.piratforlaget.se/2010/04/08/silver-for-novell-av-fant/. Läst 14 juni 2012.
6. ↑  ”Vem får årets kulturpris?”. Ystads Allehanda. https://www.ystadsallehanda.se/noje/vem-far-arets-kulturpris/. Läst 14 juni 2012.
7. ↑  ”Fakta om Mikael Fant”. Piratförlaget. Arkiverad från originalet den 14 juli 2014. https://web.archive.org/web/20140714200307/http://www.piratforlaget.se/mikael-fant/fakta-om-mikael-fant/. Läst 14 juni 2012.
8. ↑   Svenska släktkalendern. Årg. 23 (1982). Stockholm: Almqvist & Wiksell International. 1982. sid. 132. Libris 3684385. ISBN 91-34-50165-7